# Intercosmos 1
Intercosmos 1 fou un satèl·lit artificial científic soviètic pertanyent al programa Intercosmos i la classe de satèl·lits DS (el primer del tipus DS-U3-IK) i llançat el 14 d'octubre del 1969 mitjançant un coet Cosmos 2 des del cosmòdrom de Kapustin Iar.

## Objectius
L'objectiu d'Intercosmos 1 fou estudiar la radiació solar en l'espectre dels rajos X i ultraviolada i la seva interacció amb les capes altes de l'atmosfera terrestre.

## Història
La cooperació dels països socialistes en l'exploració espacial va començar a l'octubre de 1957, quan es va dur a terme el primer vol d'observació espacial a través del Sputnik soviètic. Els coets i naus espacials no estaven disponibles per a tots els països, per la seva complexitat i cost. Però l'exploració en l'espai interplanetari havia de ser la propietat de tots els pobles, com a part de la propaganda i treball dut a terme per investigacions conjuntes amb els països del camp socialista, i d'altres que no formen part.
L'abril del 1967, els especialistes dels països socialistes van adoptar un programa de treball conjunt en el camp de l'exploració i utilització de l'espai ultraterrestre amb finalitats pacífiques. Aquesta data es considera l'inici de la realització pràctica del programa "Intercosmos", que va rebre el seu nom oficial en 1970. En cadascun dels nou països - els participants del programa - NRB, UPR, Alemanya Oriental, Cuba, MPR, PPR, Txecoslovàquia, SRR i URSS - es va establir un organisme responsable de l'execució de programes de cooperació en el seu conjunt de coordinació.
Entre 1968 i 1969 es va dur a terme el desenvolupament del satèl·lit "Intercosmos-1", Txecoslovàquia va contribuir en la creació d'un fotòmetre per mesurar la radiació X i un fotòmetre òptica suau, i va estar activa en el processament i anàlisi de la informació científica. Tots els satèl·lits del programa "Intercosmos" comptaven amb instruments científics i aparells per al registre i la transmissió d'informació científica de Txecoslovàquia.
Sota el programa, la Unió Soviètica va proporcionar de franc un grup d'investigació tècnic espacial i es va instal·lar equip científic, creat per científics i experts dels Estats membres. Sputnik va ser creat per aquest grup d'investigació, així com la majoria d'èxits del programa "Intercosmos".
El 14 d'octubre de 1969 el "Intercosmos-1" es va enlairar del Kapustin Iar. Els satèl·lits d'aquesta sèrie es diferencien entre si i aparença, i la composició d'equip científic, tot i que es basa en un disseny unificat. Intercosmos 1 reentrà a l'atmosfera el 2 de gener del 1970.

## Característiques
El satèl·lit tenia una massa de 400 kg (tot i que altres fonts indiquen 325 kg) i fou injectat inicialment en una òrbita amb un perigeu de 260 km i un apogeu de 640 km, amb una inclinació orbital de 48,4 graus i un període orbital de 93,4 minuts. Aquest satèl·lit posseïa 8 panells solars desplegables connectats a bateries.
Formava part dins del programa de cooperació internacional Interkosmos entre la Unió Soviètica i altres països. Els instruments de bord, a més de ser fabricats per la Unió Soviètica, també van ser proporcionats pel República Democràtica Alemanya i República Socialista de Txecoslovàquia. La recepció i interpretació de les dades científiques va assistida per la República Popular de Bulgària, la República Popular d'Hongria, la República Popular de Polònia i la República Popular de Romania.

## Resultats científics
Intercosmos 1 estudià, entre altres coses, la polarització dels rajos X procedents del Sol.